# Martwica boczna
Martwica boczna  w sensie ekologicznym to jeden z typów próchnowiska, siedlisko życia grzybów, bakterii, owadów i innych bezkręgowców, przyobwodowa warstwa obumarłego drewna znajdująca się na pniu, powstała w wyniku miejscowego zniszczenia kambium na skutek pożaru, silnego nasłonecznienia, działania niskich temperatur, uszkodzeń wywołanych przez zwierzęta (np.  spałowanie) lub innych urazów mechanicznych (w tym na skutek działań człowieka). Uszkodzone kambium lub drewno ułatwia zasiedlanie przez grzyby i bakterie oraz niektóre gatunki owadów (kambiofagi, ksylofagi, saproksylofagi itd.). Martwica boczna stanowi niewielkie objętościowo siedlisko próchna, znajdujące się na pniu, żywego jeszcze drzewa. Przekształcać się może w znacznie większe dziuple - lub w wyniku procesów obronnych drzewa może ulec "zabliźnieniu" i zanikowi.
Martwica boczna w sensie technologicznym to wada drewna zwana zabitką.